# Ново-Петергофское военно-политическое училище пограничных и внутренних войск НКВД
Ново-Петергофское военно-политическое училище пограничных и внутренних войск НКВД имени К. Е. Ворошилова

## История
- 14 ноября 1930 — создана в городе Новый Петергоф Первая школа пограничной охраны и войск ОГПУ (разместилась в казармах 148-го пехотного Каспийского полка).
- 5 февраля 1931 — Первая школа пограничной охраны и войск ОГПУ им. К. Е. Ворошилова.[1]
- 1 мая 1931 — школе вручено Революционное Красное Знамя ЦИК СССР.
- Июль 1934 — Первая школа пограничной и внутренней охраны НКВД им. К. Е. Ворошилова.
- 20 апреля 1937 — Ново-Петергофское военное училище пограничной и внутренней охраны войск НКВД им. К. Е. Ворошилова.
- 7 марта 1938 — Ново-Петергофское военно-политическое училище пограничных и внутренних войск НКВД им. К. Е. Ворошилова.
- 1939 — Ново-Петергофское военно-политическое училище войск НКВД им. К. Е. Ворошилова.
- Апрель 1942 — передислоцировано в Саратов.
- 1943 — Краснознаменная школа усовершенствования политсостава войск НКВД им. К. Е. Ворошилова.
- 1948 — Краснознаменная военно-политическая школа войск МГБ ССР им. К. Е. Ворошилова.
- 10 января 1953 — расформирована.

С 1930 по 1953 года в школе прошло обучение свыше 12 000 командиров и политработников, ещё около 5 000 человек прошли переподготовку на различных курсах при ней. Девять выпускников школы получили звание Героев Советского Союза: Терёшкин П. Ф., Коренчук Ф. П., Анкудинов И. А., Блинников С. А., Калуцкий Н. В., Кудря И. Д., Озмитель Ф. Ф., Ройченко А. А., Старшинов Н. В., Трушин В. А., Шейко Б. Ф.
В 1972 году Высшее пограничное училище признано правопреемником Военно-политического училища НКВД имени К. Е. Ворошилова. 3 ноября 1972 годы училищу были переданы Боевое Знамя и орден Красного Знамени части.

## Участие в обороне Ленинграда 17.08 — 10.10.1941
15 августа 1941 года личному составу училища, сведённому в два батальона (1-й батальон — старшекурсники, 2-й батальон — младший курс), было приказано выступить на фронт в качестве резерва Северного фронта. В ночь на 16 августа 1-й батальон выгрузился в деревне Русские Анташи, 2-й батальон — на станции Елизаветинка. Вместе с учащимися на фронт выехала группа преподавателей училища во главе с начальником училища полковым комиссаром И. Н. Григорьевым и начальником политотдела полковым комиссаром П. М. Горским.
Приказом командования Северного фронта от 17 августа 1941 года батальонам предписывалось поступить в распоряжение начальника штаба 42-й армии генерал-майора Н. И. Беляева и выставить заслон в тылу рубежей, занимаемых 1-й (западнее Красного Села) и 2-й (западнее Красногвардейска) гвардейскими дивизиями народного ополчения.
1-й батальон (командир майор Н. А. Шорин, военком батальонный комиссар В. И. Луканин, начальник штаба капитан С. И. Петраков), усиленный зенитной батареей, развернулся на линии Анташи — Ожогино — Волгово, прикрывая Таллинское шоссе. 2-й батальон (командир капитан А. А. Золотарёв, врид политрука уполномоченный 3-го отдела старший лейтенант Сафронов), усиленный сапёрной ротой из состава пограничных войск, развернулся на линии Хюльгизи — Пульево — Смольково — Дылицы — Алексеевка, прикрывая шоссе от Волосово на Красногвардейск.
Между позициями батальонов, в районе Горки, остался разрыв длиной 12 км, который прикрыли, выдвинув один взвод из 2-го батальона. 19 августа этот участок был закрыт вновь сформированным из отступавших бойцов пехотных частей 3-м батальоном под командованием преподавателя тактики и топографии капитана И. Г. Попова (командные должности в батальоне замещали курсанты). К утру 20 августа в батальоне насчитывалось около 400 человек и 7 пулемётов, они организовали опорные пункты на пяти высотах. Начальником штаба батальона был впоследствии назначен завкафедрой физической подготовки старший лейтенант В. Г. Асриев.

### Боевые действия 1-го батальона
18 августа на позиции курсантов вдоль Таллинского шоссе повели наступление два мотопехотных батальона СС и разведывательный танковый батальон.

### Боевые действия 2-го батальона
В ночь на 18 августа разведгруппа под командованием командира учебного взвода лейтенанта Н. А. Юхимца провела поиск и захватила пленного, из показаний которого выяснилось, что вдоль Красногвардейского шоссе наступают два мотопехотных и один танковый батальоны из состава XXXXI танкового корпуса.

### Боевые действия 3-го батальона
Вечером 20 августа на флангах батальона появлялись вражеские мотоциклисты в сопровождении бронетранспортеров, но были обстреляны. Разведка, проведенная командиром 2-й роты лейтенантом Дмитрием Морозовым и группой пограничников, выявила перед левофланговыми высотами скопление мотопехоты, усиленной артиллерией и танками. На рассвете 21 августа гитлеровская мотопехота на пяти бронетранспортерах при поддержке двух легких танков вслед за огневым валом атаковала позиции роты Морозова, но после рукопашного боя была отброшена.
22 августа батальон передал часть позиций стрелковому полку 191-й сд 8-й армии и вернул в его ряды более сотни бойцов, числившихся в этой части. Впоследствии батальон перешел в оперативное подчинение штабу 191-й сд.
25 августа противник снова атаковал позиции 2-й роты пехотой при поддержке трех средних танков. Атака была отбита при помощи двух 45-мм противотанковых орудий, накануне обнаруженных в немецком тылу ротными разведчиками и вывезенных через линию фронта.
К началу сентября батальон оказался в полуокружении и организованно отступил на 10-12 км, заняв новые позиции восточнее Гостилиц. В батальоне к этому моменту насчитывалось 7 рот, взвод 45-мм противотанковых орудий и другие подразделения. На этих позициях батальон продержался до 16 сентября, после чего личный состав был передан в 191-ю сд, а Попов и Асриев были отозваны в Ленинград.

## Начальники училища
- Барановский, Семён Давыдович (1930—1933)
- полковник Карклин, Эдуард Петрович (1933—1938)
- полковник, с 26.02.1938 комбриг Леонов, Валентин Андреевич (1933, 1937—1938)[4]
- полковник Жебровский, Дмитрий Петрович (7 сентября 1937 — ?)[5]
- комбриг, с 23.06.1939 комдив Артемьев, Павел Артемьевич (1938—1940)
- бригадный комиссар Борисоглебский, Евгений Иванович (август—сентябрь 1940)[6]
- Григорьев, Иван Николаевич (1940—1953)